# Henri Monnot
Henri Monnot va ser un regatista francès, que va competir a cavall del segle xix i el segle xx. El 1900 va prendre part en els Jocs Olímpics de París, on guanyà la medalla de bronze en la primera cursa de la categoria de 0 a ½ tona del programa de vela, formant equip amb Léon Tellier i Gaston Cailleux. En la segona de les curses d'aquesta categoria fou quart, mentre en la prova de classe oberta hagué d'abandonar.